# Tier- und Kulturpark Bischofswerda
Tier- und Kulturpark Bischofswerda (v českém překladu Zvířecí a kulturní park Bischofswerda či Zoo a kulturní park Bischofswerda, dříve také Tiergarten Bischofswerda, Kleintierpark Bischofswerda nebo Tierpark Bischofswerda) je zoologická zahrada města Bischofswerda v německé spolkové zemi Sasko. Rozlohou cca 0,75 hektaru je jednou z nejmenších zoologických zahrad v Německu. Zdejší zvířecí populace zahrnuje kolem 200 zvířat 60 druhů, z nichž podstatnou část tvoří především domácí zvířata a původní divoká zvířata (sovice sněžní, bažant, rys ostrovid), ale také nosatci, mývalové, opice, andulky, osmáci a pískomilové. Botanickou atrakcí je sekvoje vysazená v roce 1981. Z hlediska ochrany přírody je zoo zapojena do projektu reintrodukce puštíka obecného a účastní se mezinárodního chovného programu pro ekvádorskou Amazonii.

## Historie

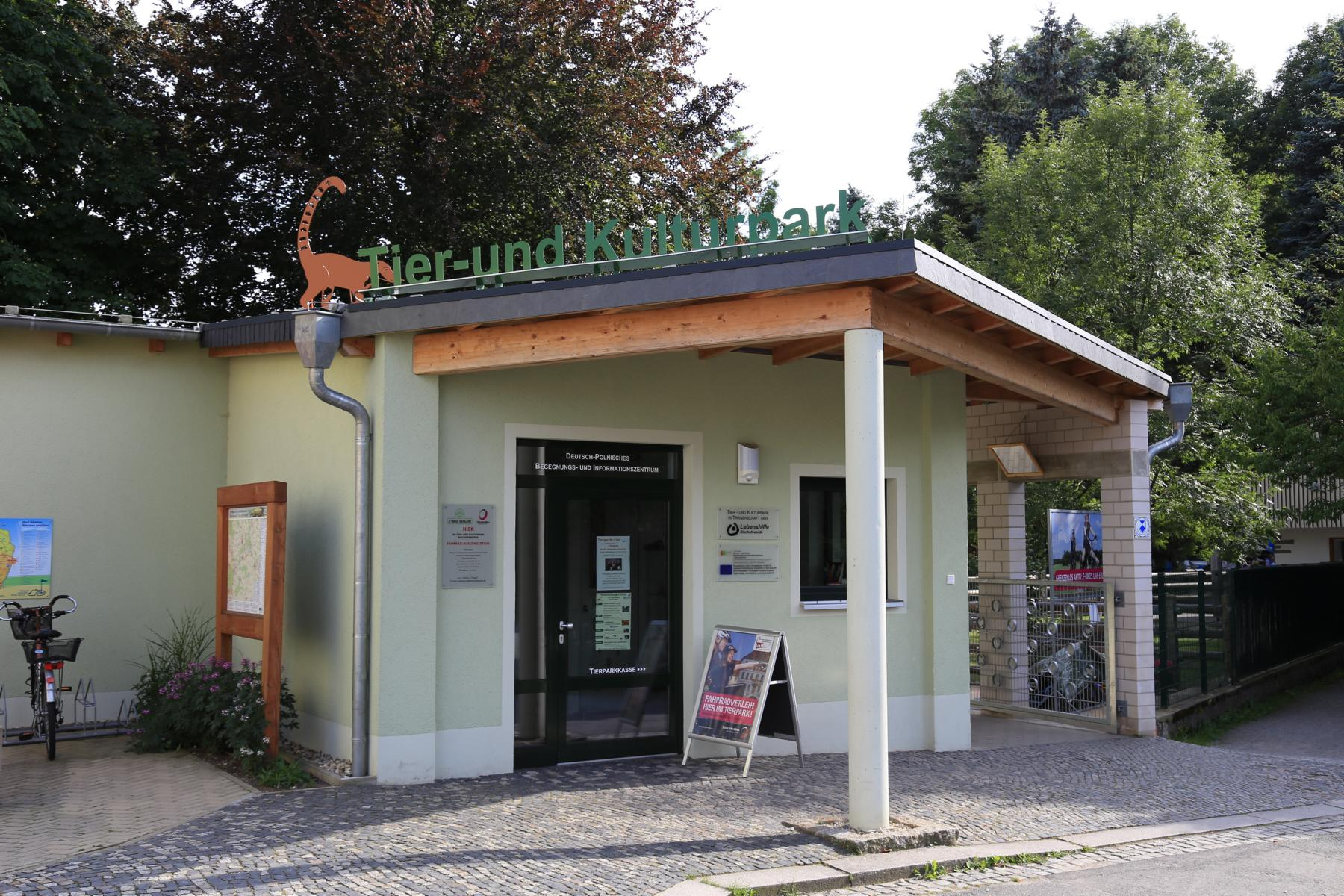
Vstupní hala

Výstavba zoologické zahrady byla zahájena v roce 1957 z iniciativy Eduarda Candriana, Fritze Grafea a pozdějšího ředitele zoo Siegfrieda Nützscheho. Prvním krokem byla přestavba stávající budovy na akvárium. Zařízení bylo otevřeno 31. srpna 1957 pod názvem Kleintierpark Bischofswerda. V roce 1961 převzalo záštitu nad zoo město Bischofswerda. V dubnu 1964 byl ředitelem zoo jmenován Siegfried Nützsche, jeden ze spoluzakladatelů. V následujících letech byla zoologická zahrada průběžně rozšiřována.
Dne 1. července 1992 převzal vedení zoo Wilfried Ziller. V roce 1996 bylo vlastnictví převedeno na městský podnik „Kultur“ a vedoucím zoo se stal primátor města. V červenci 2001 přešlo vlastnictví zoo na sdružení Lebenshilfe Bischofswerda e.V. a novou ředitelkou zoo se stala Silvia Berger.
K 50. výročí zoo byl 22. července 2007 slavnostně otevřen nový medvědí výběh s cílem přiblížit návštěvníkům medvědí tematiku. Po smrti medvědice Olympie v lednu 2013 se hledala partnerka pro jejího syna Balua, posledního medvěda hnědého narozeného v Bischofswerdě. S příchodem medvědice grizzly Jane žijí nyní oba poddruhy medvěda hnědého společně v jednom výběhu.
Na jaře 2009 byla zahájena výstavba jeviště s podzemním labyrintem. Jeviště je k dispozici školám, dětským ústavům a klubům pro hudební, taneční, divadelní a sportovní představení. Dne 26. srpna 2012 byla k 55. výročí zoo přejmenována na Tier- und Kulturpark Bischofswerda.

## Podpůrný spolek
Tierpark Förderverein e.V., založený v roce 1994, si dal za cíl propagovat zoo, podporovat projekty ochrany přírody a dokumentovat rozvoj zoo Bischofswerda.

## Galerie

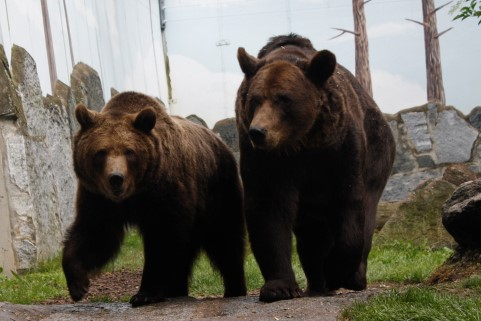
Medvědi Balu a Jane
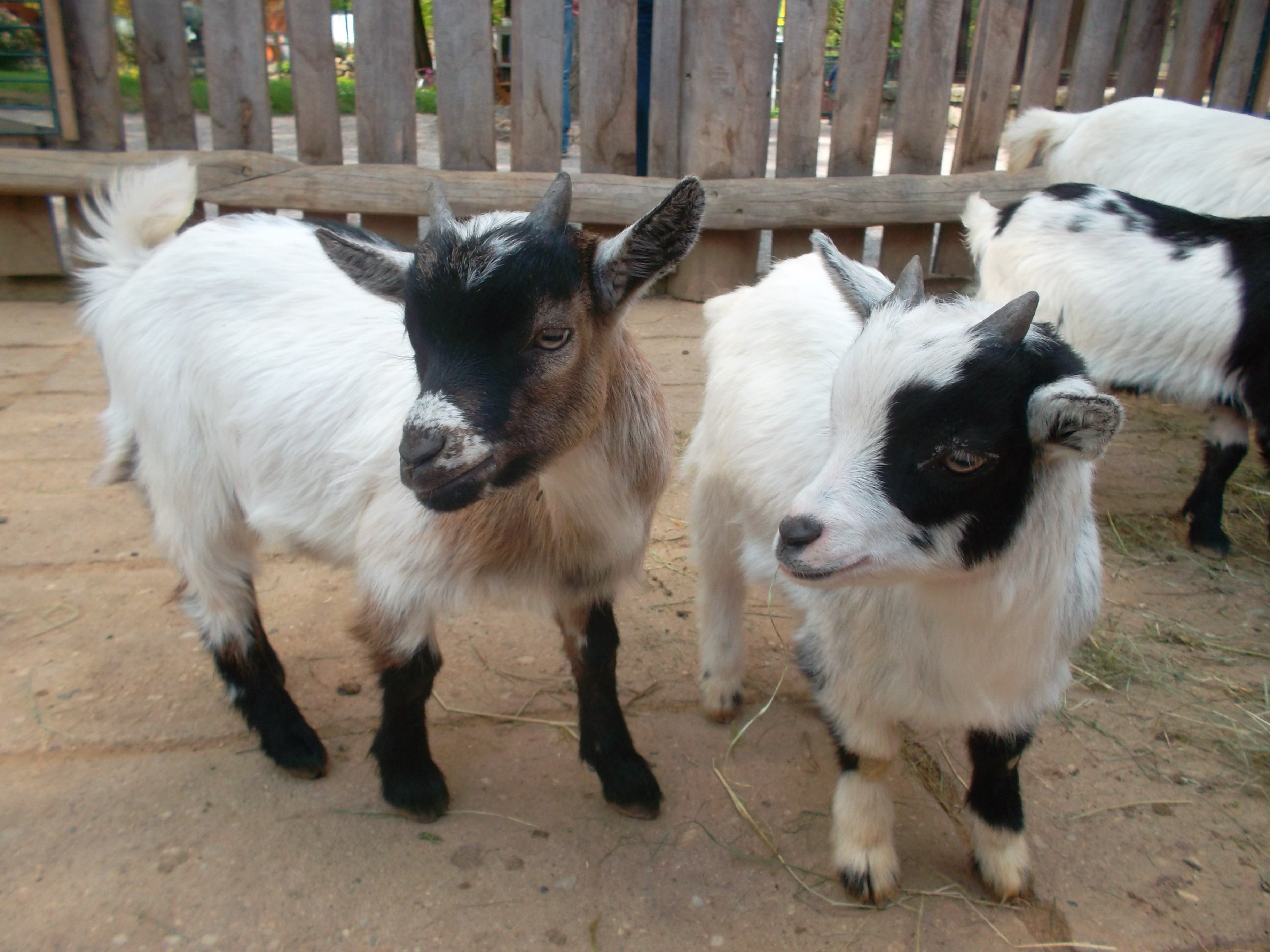
Kůzlata
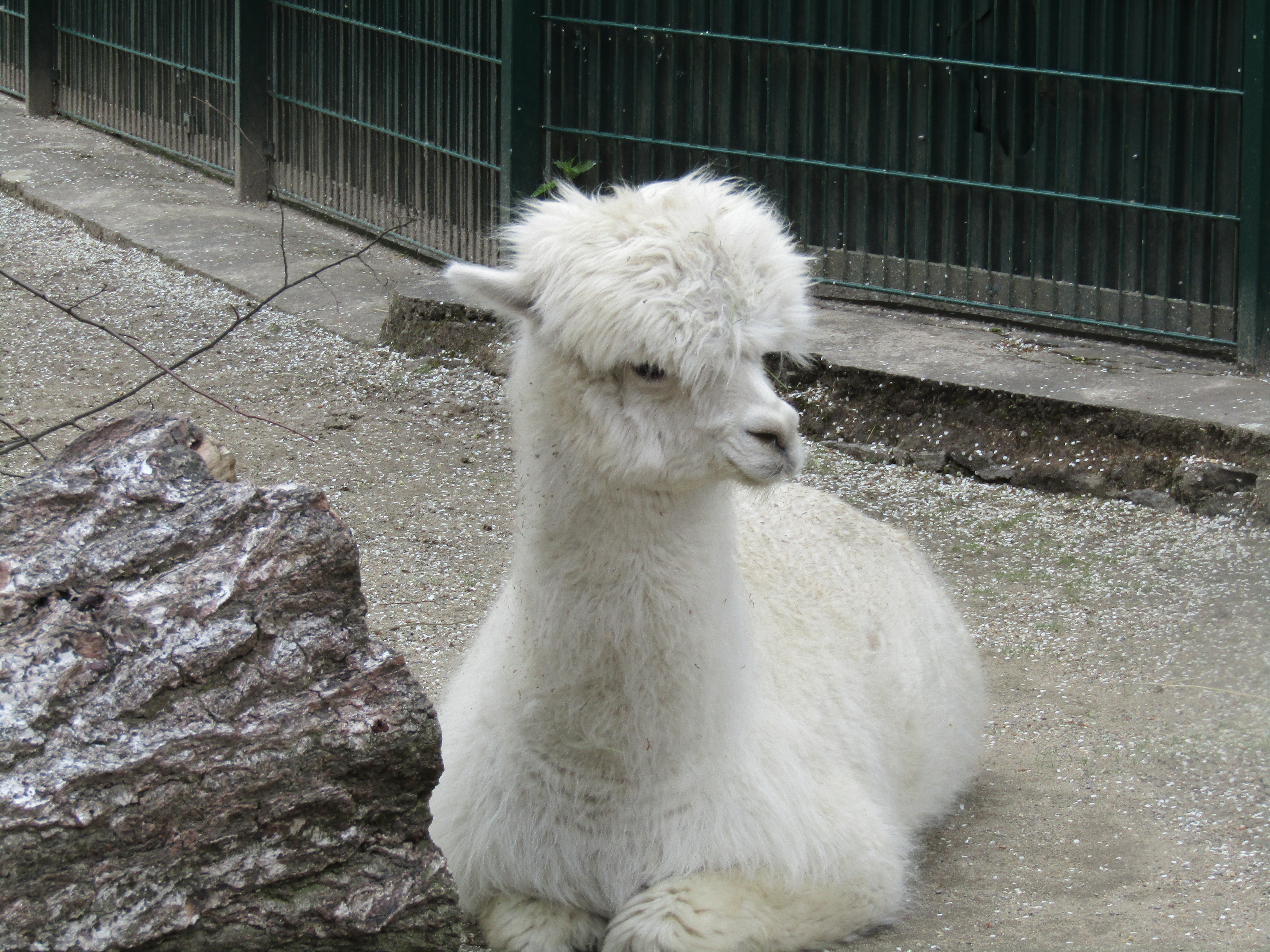
Lama alpaka
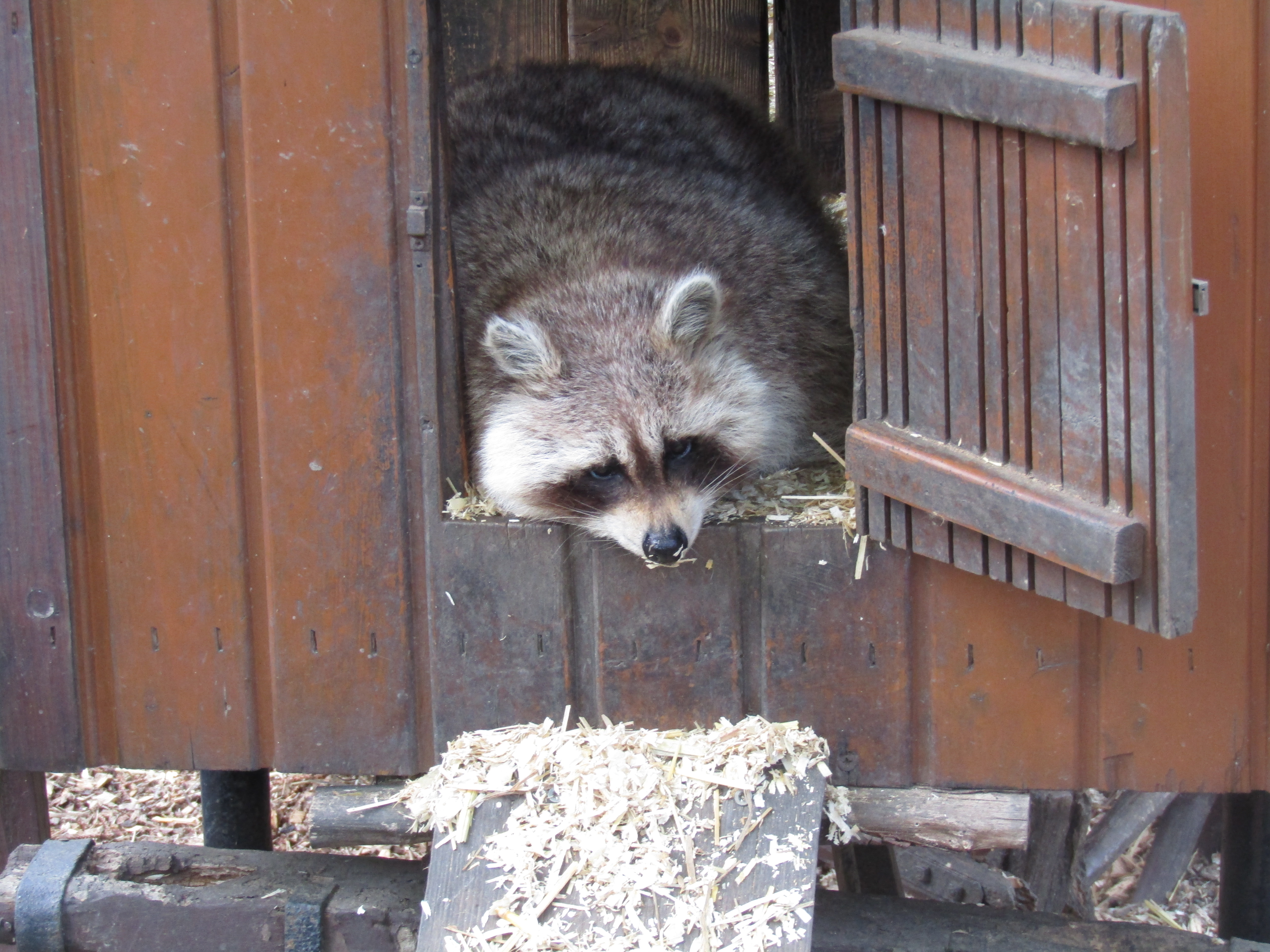
Mýval severní
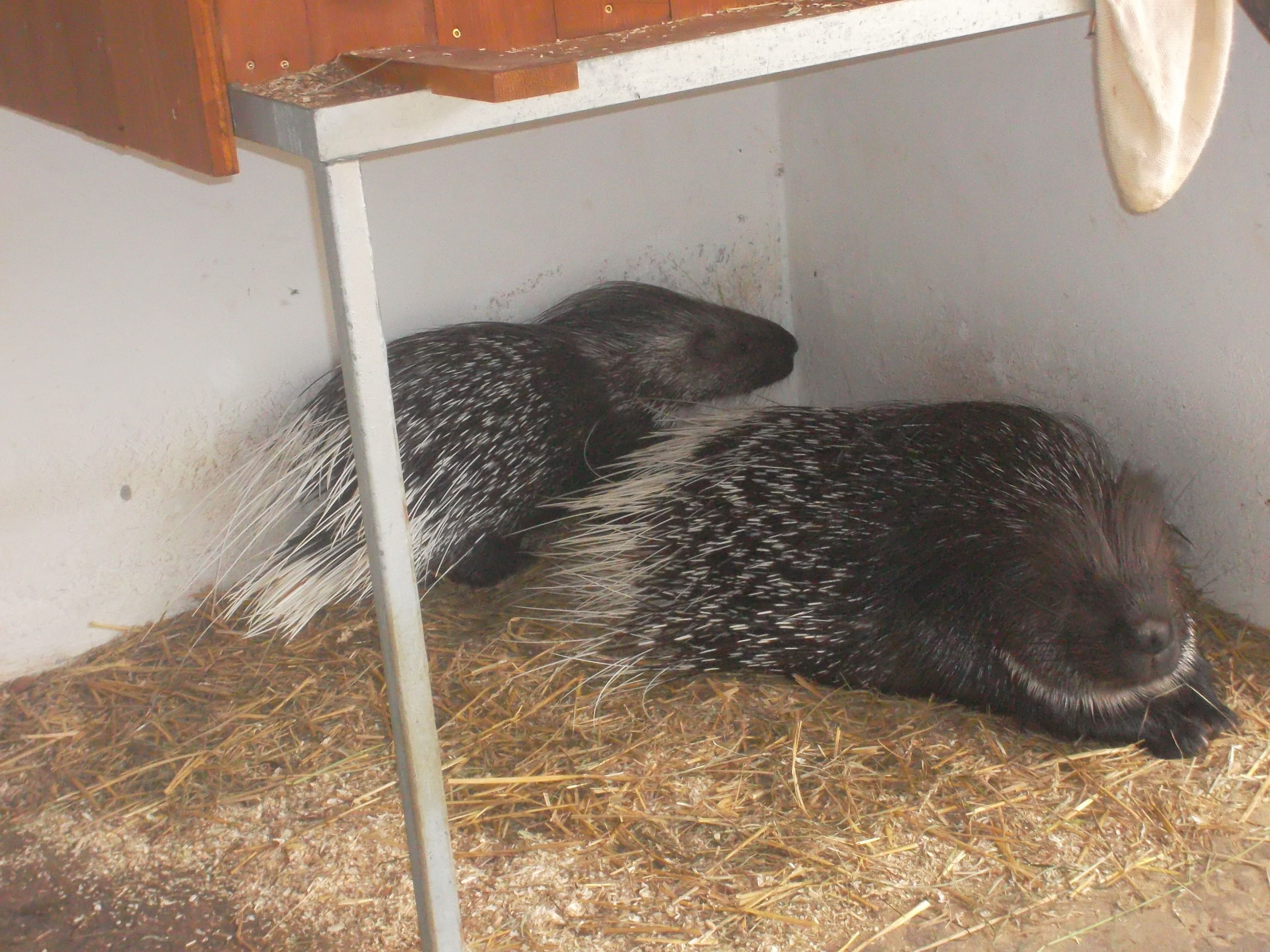
Dikobraz běloocasý
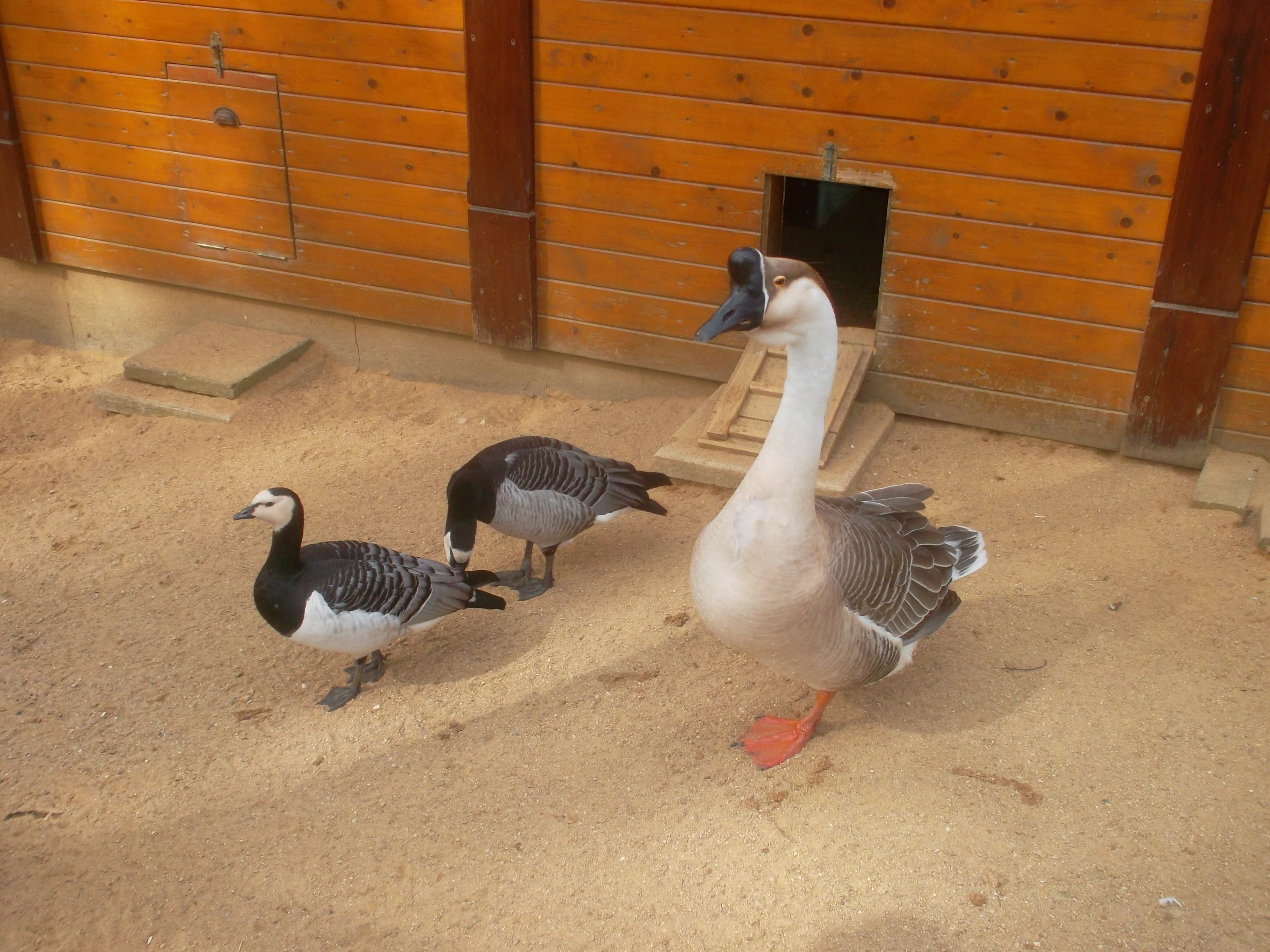
Husy